# Оссель
Оссе́ль (фр. Osselle) — колишній муніципалітет у Франції, у регіоні Бургундія-Франш-Конте, департамент Ду. Населення — 410 осіб (2011).
Муніципалітет був розташований на відстані близько 330 км на південний схід від Парижа, 17 км на південний захід від Безансона.

## Історія
У 1956-2015 роках муніципалітет перебував у складі регіону Франш-Конте. Від 1 січня 2016 року належав до нового об'єднаного регіону Бургундія-Франш-Конте.
1 січня 2016 року Оссель і Рутель було об'єднано в новий муніципалітет Оссель-Рутель.

## Демографія
Динаміка населення (INSEE ):
Розподіл населення за віком та статтю (2006):
| Стать | Всього | До 15 років | 15-24 | 25-44 | 45-64 | 65-85 | Понад 85 |
| --- | ------ | ----------- | ----- | ----- | ----- | ----- | -------- |
| Чоловіки | 192    | 40          | 20    | 52    | 52    | 28    | 0        |
| Жінки | 200    | 36          | 32    | 56    | 40    | 36    | 0        |
| \| Статево-вікова піраміда \| Статево-вікова піраміда \| Статево-вікова піраміда \| \| ----------------------- \| ----------------------- \| ----------------------- \| \| Чоловіки \| Вік \| Жінки \| \| 0 \| 85 + \| 0 \| \| 12 \| 80-84 \| 4 \| \| 8 \| 75-79 \| 16 \| \| 4 \| 70-74 \| 8 \| \| 4 \| 65-69 \| 8 \| \| 8 \| 60-64 \| 0 \| \| 8 \| 55-59 \| 16 \| \| 20 \| 50-54 \| 4 \| \| 16 \| 45-49 \| 20 \| \| 20 \| 40-44 \| 16 \| \| 20 \| 35-39 \| 16 \| \| 0 \| 30-34 \| 16 \| \| 12 \| 25-29 \| 8 \| \| 12 \| 20-24 \| 12 \| \| 8 \| 15-20 \| 20 \| \| 16 \| 10-14 \| 16 \| \| 12 \| 5-9 \| 8 \| \| 12 \| 0-4 \| 12 \| |        |             |       |       |       |       |          |
| Статево-вікова піраміда |        |             |       |       |       |       |          |
| Чоловіки | Вік    | Жінки       |       |       |       |       |          |
| 0 | 85 +   | 0           |       |       |       |       |          |
| 12 | 80-84  | 4           |       |       |       |       |          |
| 8 | 75-79  | 16          |       |       |       |       |          |
| 4 | 70-74  | 8           |       |       |       |       |          |
| 4 | 65-69  | 8           |       |       |       |       |          |
| 8 | 60-64  | 0           |       |       |       |       |          |
| 8 | 55-59  | 16          |       |       |       |       |          |
| 20 | 50-54  | 4           |       |       |       |       |          |
| 16 | 45-49  | 20          |       |       |       |       |          |
| 20 | 40-44  | 16          |       |       |       |       |          |
| 20 | 35-39  | 16          |       |       |       |       |          |
| 0 | 30-34  | 16          |       |       |       |       |          |
| 12 | 25-29  | 8           |       |       |       |       |          |
| 12 | 20-24  | 12          |       |       |       |       |          |
| 8 | 15-20  | 20          |       |       |       |       |          |
| 16 | 10-14  | 16          |       |       |       |       |          |
| 12 | 5-9    | 8           |       |       |       |       |          |
| 12 | 0-4    | 12          |       |       |       |       |          |

## Економіка
2010 року серед 270 осіб працездатного віку (15—64 років) 212 були активними, 58 — неактивними (показник активності 78,5%, у 1999 році було 70,6%). З 212 активних мешканців працювало 197 осіб (104 чоловіки та 93 жінки), безробітними було 15 (8 чоловіків та 7 жінок). Серед 58 неактивних 19 осіб було учнями чи студентами, 18 — пенсіонерами, 21 була неактивною з інших причин.

У 2010 році в муніципалітеті числилось 174 оподатковані домогосподарства, у яких проживали 435,0 особи, медіана доходів виносила 19 161 євро на одного особоспоживача